# Krum Milev
Krum Milev (Sófia, 11 de junho de 1915 - Sófia, 19 de abril de 2000) foi um futebolista e técnico de futebol búlgaro, jogou sua carreira entre as décadas de 30 e 40 e sendo considerado um dos mais bem sucedidos técnicos búlgaros da história.
Na carreira como jogador atuou no Botev Vratsa, Slavia Sofia e Lokomotiv Sofia, na seleção jogou 18 vezes entre 1937 e 1948. Como treinador ele teve um grande passagem pelo CSKA Sofia entre 1948 e 1964, ganhando 11 campeonatos búlgaros um recorde no país. Também treinou a seleção búlgara e o Besiktas da Turquia.